# Giada Galizi
Giada Galizi (Roma, 20 de julio de 1993) es una deportista italiana que compitió en natación. Ganó dos medallas en el Campeonato Europeo de Natación de 2014, oro en la prueba de 4 × 100 m libre mixto y bronce en 4 × 100 m libre.

## Palmarés internacional
| Campeonato Europeo | Campeonato Europeo | Campeonato Europeo | Campeonato Europeo    |
| Año                | Lugar              | Medalla            | Prueba                |
| ------------------ | ------------------ | ------------------ | --------------------- |
| 2014               | Berlín (Alemania)  | Medalla de oro     | 4 × 100 m libre mixto |
| 2014               | Berlín (Alemania)  | Medalla de bronce  | 4 × 100 m libre       |